# Beth Cavener Stichter

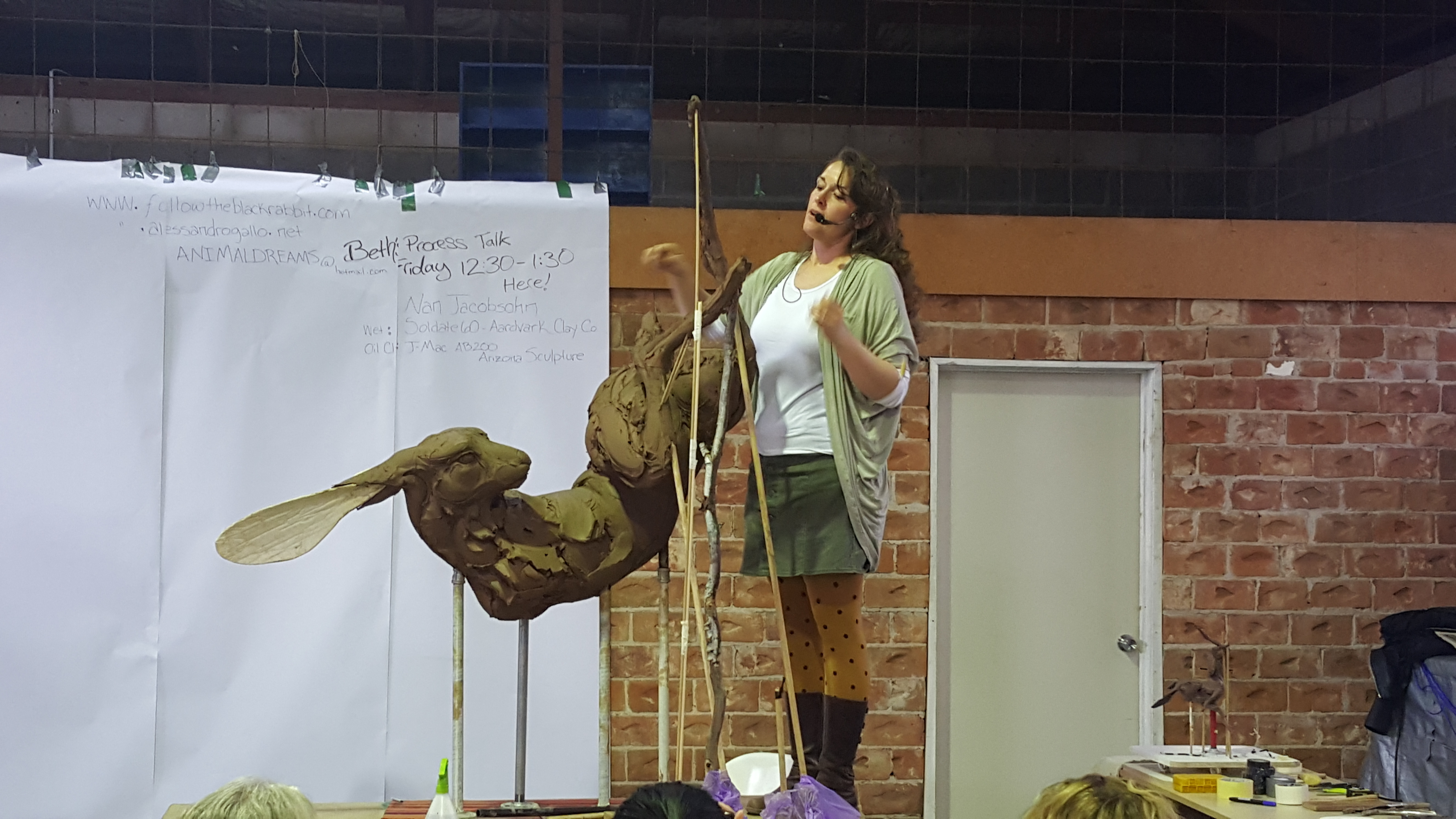
Beth Cavener (2016)

Beth Cavener (* 25. November 1972 in Pasadena, Kalifornien), auch bekannt als Beth Cavener Stichter, ist eine in Montana ansässige amerikanische Künstlerin. Als klassisch ausgebildete Skulpteurin ist Cavener bekannt für ihre Tierfiguren aus Ton, die die Komplexität menschlicher Emotionen und Verhaltensweisen verkörpern und als psychologische Porträts verstanden werden können. Der Entstehungsprozess kann bis zu 2 Jahre in Anspruch nehmen und je nach Größe einer Skulptur werden hunderte Kilogramm Ton verwendet. Caveners Kompositionen wurden vielfach ausgezeichnet und werden in privaten Galerien und öffentlichen Museen in den Vereinigten Staaten ausgestellt.

## Leben
Cavener wuchs als Tochter eines Molekularbiologen und einer Kunstlehrerin auf und nennt ihre Eltern als maßgeblichen Einfluss auf ihr Schaffen. Nach einem anfänglichen Studium der Astrophysik wechselte sie das Hauptfach und erhielt im Jahr 1995 den BA-Abschluss in Bildender Kunst (Schwerpunkt Skulptur) am Haverford College in Pennsylvania. Zwischen 2000 und 2002 absolvierte Cavener ein Aufbaustudium an der Ohio State University, welches sie mit dem Master of Fine Arts in Bildender Kunst (Schwerpunkt Keramik) abschloss.
Um ihre künstlerische Arbeit weiterzuentwickeln und nach einer konzeptionellen Verbindung zwischen der Arbeit mit Ton und ihrem Interesse an menschlicher Psychologie und sozialen Strukturen zu suchen, verbrachte Cavener die Zeit vor und nach dem Masterabschluss damit, unter diversen Bildhauern zu lernen und später auch selbst als Artist in Residence tätig zu sein. Letzteres ermöglichte ihr auch Aufenthalte im Ausland wahrzunehmen, darunter Jingdezhen in China (2008), Certaldo in Italien (2012) bei La Meridiana Ceramica School sowie ein Jahr später im Shigaraki Ceramic Cultural Park im japanischen Shigaraki (2013).
Cavener eröffnete 2014 unter dem Namen „Studio 740“ in Helena (Montana) ein professionelles Atelier um junge, aufstrebende Künstler zu betreuen. Diese haben dadurch die Möglichkeit auch an einem Lehrprogramm unter Cavener teilzunehmen. Um die Künstler unterstützen zu können, die sich zeitweilig im Studio 740 aufhalten, hat Cavener bei der Crowdfunding-Plattform Patreon eine fortlaufende Kampagne eingerichtet.
Es ist ein Anliegen von Cavener, auf den Mangel an Finanzmitteln für junge Künstler aufmerksam zu machen.

## Werk

The Question That Devours

Die Skulpturen von Cavener sind als visuelle Fragen zu verstehen, die sich mit Annahmen zu menschlichem Verhalten beschäftigen. In der Hinsicht verwendet die Künstlerin die Arbeit mit Ton und ihre Skulpturen wie eine zweite Sprache, die es ihr ermöglicht sich Themen zu widmen, diese ohne Worte anzusprechen und den Betrachtern zugänglich zu machen.
Bei ihren Werken geht es darum, durch Körpersprache von Tieren menschlichen Gedanken und Emotionen Ausdruck zu verleihen. Als Inspiration dienen der Künstlerin reale Begegnungen mit Menschen. Denn sowohl in menschlichen als auch in tierischen Interaktionen lassen sich Muster von komplizierten, unterschwelligen  und unbewussten Gebärden erkennen, die Absicht und Motivation verraten. Die Körpersprache der Tiere ist für Cavener in ihren Kompositionen eine Metapher für diese zugrundeliegenden Muster, wodurch das animalische in ein menschliches, psychologisches Porträt transformiert wird.
Zentrale Motive in ihren Werken sind Konflikt, Sexualität und Wahrnehmung – Wahrnehmung von anderen Menschen, aber auch die eigene Wahrnehmung als Künstlerin. Dementsprechend sind ihre Skulpturen immer auch Selbstporträts, bei denen das Ziel ist, Beziehungen und Motivationen von Menschen verstehen zu wollen und sich selbst in diesem Prozess zu beobachten und zu hinterfragen.
Die Skulpturen sind dahingehend Mittel zum Zweck, um die Betrachter aufzufordern, sich ebenfalls auf diesen Prozess einzulassen. Deshalb auch die Verwendung von Tierskulpturen, da die Künstlerin die Erfahrung gemacht hat, dass es Betrachtern leichter fällt Empathie für Tieren zu empfinden. Allerdings sind ihre Skulpturen im Kern menschliche Körper, die auf subtile Weise in andere Kreaturen verwandelt wurden. Sie haben Bauchnabel, Schlüsselbeine, menschliche Genitalien sowie Operationsnarben.
Ihre Werke befinden sich in zahlreichen öffentlichen Sammlungen und Ausstellungen, darunter das Honolulu Museum of Art, das Arizona State University Art Museum, das Chazen Museum of Art, das Museum of Fine Arts, Houston, das Northwest Museum of Arts and Culture, das Racine Art Museum, das Smithsonian American Art Museum und das Tennessee State Museum.
In der Vergangenheit wurde Cavener von der Garth Clark Gallery und später der Claire Oliver Gallery in New York repräsentiert. Nachdem sie sich der Claire Oliver Gallery angeschlossen hatte, eröffnete sie am 22. Oktober 2009 eine Ausstellung mit dem Titel "On Tender Hooks". Im Jahr 2010 folgte die Ausstellung "The Four Humors", für welche die sog. Humoralpathologie der Künstlerin als Inspiration diente. Ihre letzte Ausstellung mit Claire Oliver, "Come Undone", wurde im Herbst 2012 gezeigt. Cavener wird derzeit von der Jason Jacques Gallery in Manhattan repräsentiert und eröffnete dort die Ausstellung "The Other" im November 2017 mit 5 neuen Skulpturen.

### Entstehungsprozess

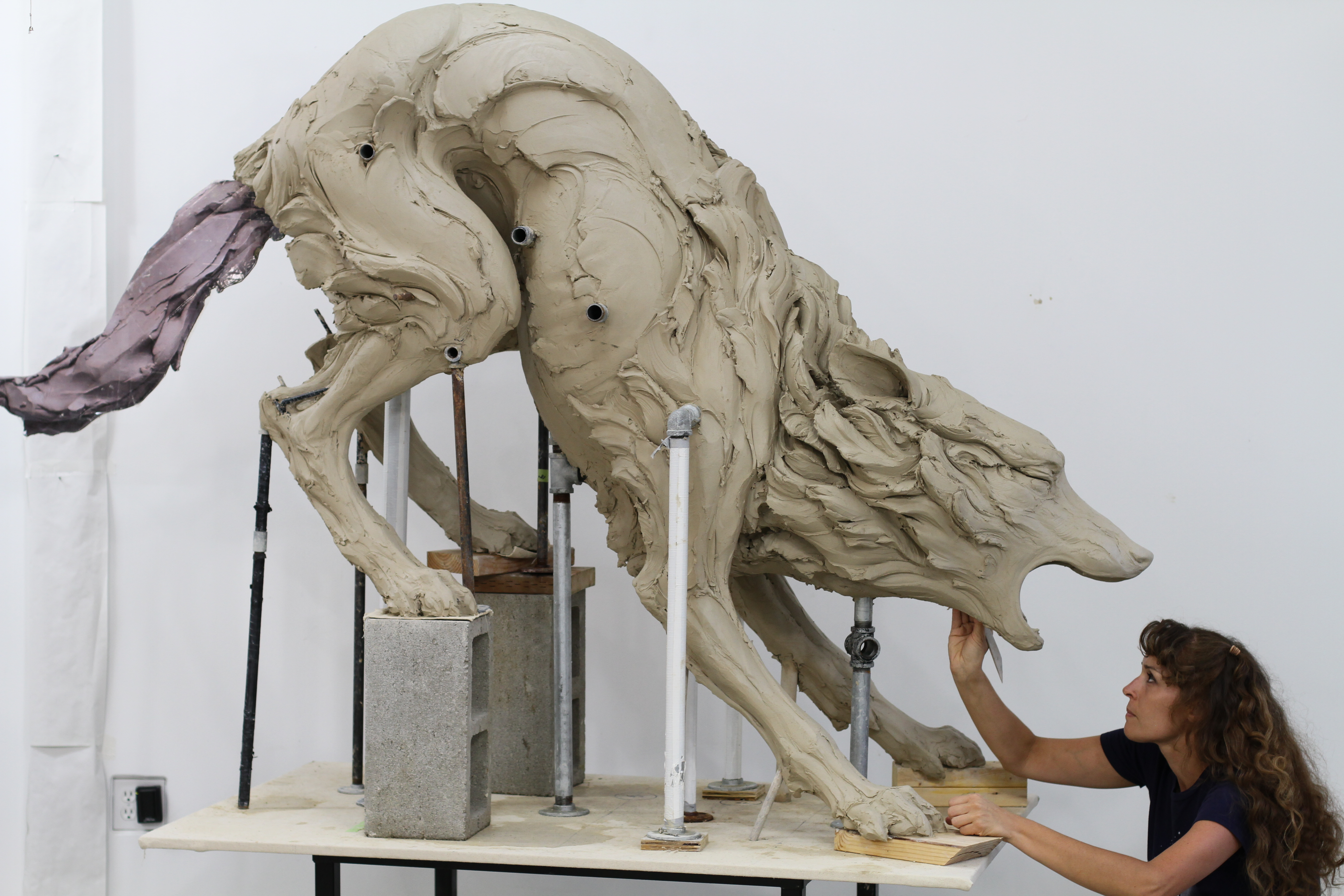
Beth bei der Arbeit zu "In Bocca al Lupo"

Die übliche Arbeitsweise von Cavener besteht darin, ausgehend von verschriftlichten Ideen zu einem bestimmten Thema und entsprechenden Papierskizzen, solide Skulpturen auf Metallarmaturen zu bauen. Die Arbeit mit Ton und Metallarmaturen ist vor allem im Anfangsstadium (die ersten 3–5 Tage) ein extrem physischer Prozess, der vollen Körpereinsatz der Künstlerin erfordert. Die darauffolgenden 2 Monate verbringt sie damit, eine Skulptur in kleinere Abschnitte einzuteilen, um die so entstehenden Einzelteile dann leichter bearbeiten zu können. Jedes Teil wird ausgehöhlt, sodass aus einem bis dahin festen Stück Ton nur eine Hülle von wenigen Zentimetern Dicke bestehen bleibt. Die Einzelteile werden dann in einem Brennofen gehärtet und danach mit Klebstoffen und Epoxidharzen wieder zu einer Skulptur zusammengesetzt, um daraufhin weiter im Detail bearbeitet werden zu können. Cavener bemalt die Oberfläche normalerweise mit spezieller Latexfarbe. Dadurch kann sie nach dem Zusammenbau Nähte ausfüllen und das Aussehen und die Haptik des Tones beibehalten. Sie verwendet auch die Technik Terra Sigillata, wodurch sie die leuchtende Oberfläche ihrer Skulpturen erreicht.

## Auszeichnungen
- 2003          Emerging Artist Grant, American Craft Council
- 2005          Individual Artist Fellowship, Ohio Arts Council
- 2005          Virginia A. Groot Award, First Prize[17]
- 2006          Jean Griffith Fellowship
- 2009          Artist Trust Individual Art Fellowship[18]

## Ausstellungen (Auswahl)

### Einzelausstellungen
- 2000 n/a, Acme Art Company, Columbus/USA
- 2002 tremble, shiver, MFA Exhibition, Columbus/USA
- 2003 |Animal Body, Human Space, Archie Bray Foundation, Helena/USA
- 2004 ACC Grant Exhibition, Contemporary Crafts Museum Portland/USA

### Gruppenausstellungen
- 2003     ANA 32, Holter Museum of Art, Helena, MT
- 2003     Wichita National 2003, Second Place, Wichita Center for the Arts, Wichita, KS
- 2004     As I See Myself: autobiographical Art, Kentucky Museum of Art and Design, Louisville, KY
- 2005     NCECA 2005 Exhibition, Taipei County Yingge Ceramics Museum, Taipei, Taiwan
- 2007     From the Ground Up: The 2007 Renwick invitational, The Smithsonian Museum, Renwick Gallery, Washington DC
- 2012     Sources and Influences, The Huntington Museum of Art, Huntington, WV
- 2012     2012 NCECA Invitational: Push Play, The Bellevue Arts Museum, Bellevue, WA
- 2014     "The Human Condition," Chazen Museum of Art, Madison,
- 2014     "Flow,"  Milwaukee Museum of Art, Milwaukee, WI
- 2016     "Turn the Page: Ten Years of Hi-Fructose, The Virginia Museum of Contemporary Art, Virginia Beach
- 2016     "Objectify (Cultured Animal)," Belger Arts Center, Kansas City, MO